# Kaavi (Saaremaa)
Kaavi es una localidad de la isla-municipio de Saaremaa, condado de Saare, Estonia, con una población censada a final del año 2011 de 18 habitantes. 
Se encuentra ubicada en la península de Sõrve, cerca de la costa del mar Báltico, al sur de la isla de Hiiumaa y frente a la costa oeste de la isla de Muhu y de la Estonia continental.